# Lebiasina yepezi
Lebiasina yepezi is een straalvinnige vissensoort uit de familie van de slankzalmen (Lebiasinidae). De wetenschappelijke naam van de soort is voor het eerst geldig gepubliceerd in 2011 door Netto-Ferreira, Oyakawa, Zuanon & Nolasco.